# Brug bij Ternaaien
De brug bij Ternaaien is een tuibrug over het Albertkanaal nabij Ternaaien in de Belgische gemeente Wezet.

## Geschiedenis

### Eerste brug

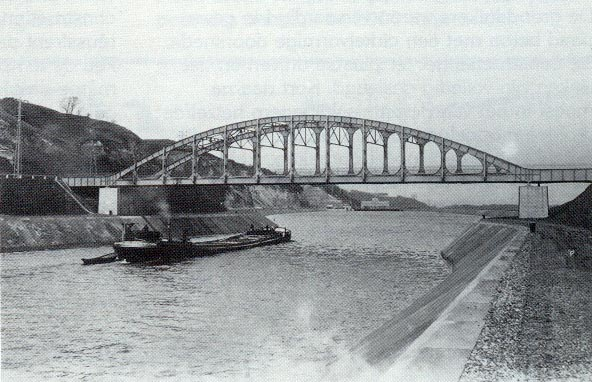
Eerste vierendeelbrug uit 1930 (vernietigd in 1940)

De eerste brug op deze locatie werd in 1933 gebouwd en was de eerste gelaste vierendeelbrug in België. Deze brug had een overspanning van 88 meter en was op het hoogste punt 9.30 meter hoog, gemeten vanaf het wegdek. Het totale gewicht bedroeg 315 ton. Op 11 mei 1940 werd de brug bij de capitulatie van het fort Eben-Emael gedynamiteerd. Na de oorlog werd de brug opnieuw gebouwd. De overspanning bedroeg toen 68 meter.

### Tweede brug
Deze brug werd in 1982 bij de verbreding van het kanaal vervangen door de huidige brug, die een overspanning heeft van 177 meter bij een totale lengte van 232 meter. Het wegdek is 13 meter breed en het hoogste punt van de brug bevindt zich 64 meter daarboven. Het ontwerp is van het Luikse ingenieursbureau Greisch.

## Galerij

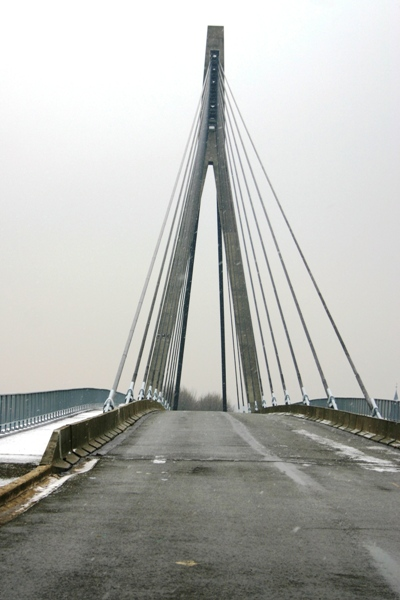
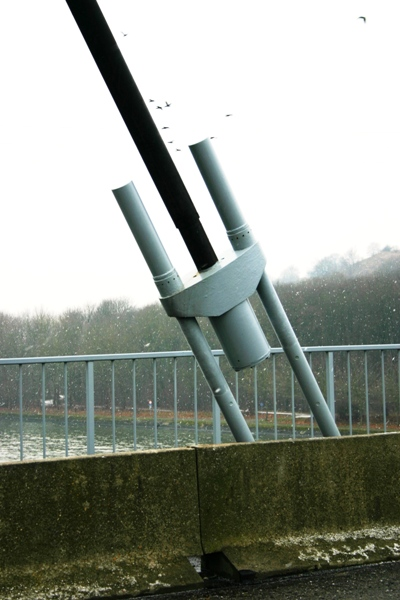
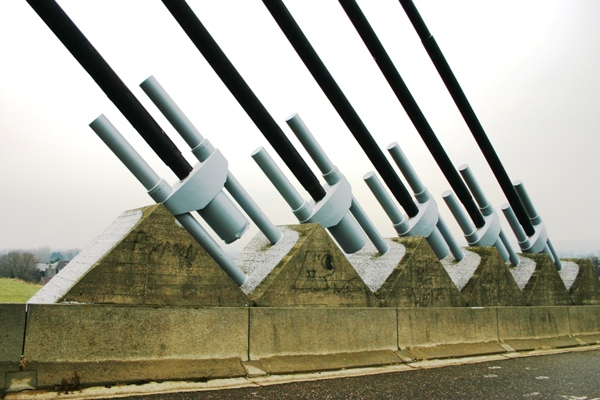
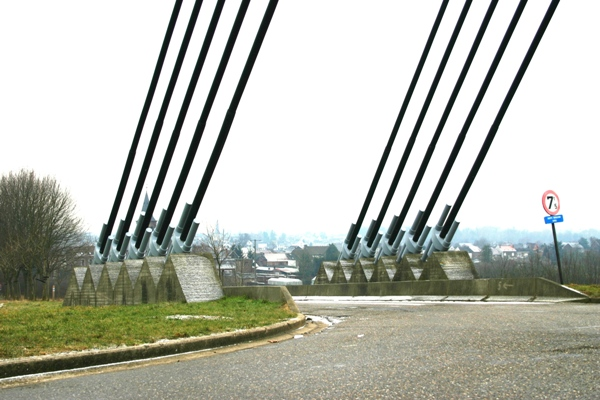